# Туера II (Каљари)
Туера II је насеље у Италији у округу Каљари, региону Сардинија.
Према процени из 2011. у насељу је живело 15 становника. Насеље се налази на надморској висини од 16 м.